# Fallschirmtruppe (Kaiserlich Japanische Marine)
Die Fallschirmtruppe der Kaiserlich Japanischen Marine (jap. 日本海軍空挺部隊, Nippon kaigun kūtei butai) war eine Waffengattung der Spezial-Landungskräfte der Kaiserlich Japanischen Marine (SLKM) für den operativen Einsatz im rückwärtigen Feindgebiet, der parallel zu amphibischen Landungen stattfand.
Ihre Aufstellung begann im Dezember 1940 mit der Rekrutierung von 26 Offizieren, Unteroffizieren und Soldaten. In der Folgezeit wurden zwei Bataillone Fallschirmjäger aufgestellt. Während des Pazifikkrieges erfolgten Luftlandeeinsätze auf Sulawesi und Timor.
Die Fallschirmtruppe der Marine ist zu unterscheiden von der Fallschirmtruppe des Kaiserlich Japanischen Heeres.

## Auftrag
Der primäre Auftrag der Fallschirmtruppe der Kaiserlich Japanischen Marine bestand darin, überraschend Brückenköpfe oder Schlüsselgelände zu nehmen, um von dem eigentlichen Ziel, einer amphibischen Landung der Hauptkräfte, abzulenken. Dabei lag der Schwerpunkt auf der Eroberung feindlicher Flugfelder, die in der Nähe der Stelle lagen, an der die amphibische Landung geplant war. Sobald ein feindliches Flugfeld oder ein feindliche Flugplatz genommen war, wurde er für die Versorgung und Verstärkung genutzt. Umliegende Straßenknotenpunkte wurden genommen bzw. blockiert.
Im Verlauf des Zweiten Weltkriegs zeigte sich, dass allein die Präsenz der japanischen Fallschirmtruppen eine stetige Bedrohung für alliierte militärische Objekte und Versorgungswege im Hinterland darstellte und damit Truppen für den Objektschutz band.

## Geschichte
Vor Beginn des Zweiten Weltkriegs hatten nur die Sowjetunion und das Deutsche Reich bedeutende Fallschirmtruppen aufgestellt. Erst mit den Erfolgen der deutschen Fallschirmjäger bei der Besetzung Norwegens und während des Westfeldzugs, unter anderem mit der Erstürmung des Forts Eben Emael, sah die Kaiserlich Japanische Marine die Notwendigkeit, eigene Fallschirm- und Luftlandetruppen aufzustellen.

### Aufstellung
Obwohl das Kaiserreich Japan mit dem Deutschen Reich verbündet war, gab es zwischen den Streitkräften in Bezug auf Ausbildung, Bewaffnung, Organisation oder Taktik bei der Aufstellung der japanischen Fallschirmtruppen keinerlei Austausch. Die Japanische Marine stellte parallel zum Kaiserlich Japanischen Heer, mit dem es seit jeher Rivalitäten gab, die Fallschirmtruppen neu auf und entwickelte Ausbildung, Taktik, Ausrüstung und Organisation. Die Teilstreitkräfte teilten lediglich die bereits existierenden Waffen.
Im November 1940 stellten die SLKM in der Yokosuka-Marine-Flieger-Basis, nahe der Bucht von Tokio, eine kleine Test-Einheit auf. Die Einheit wurde 1001 Go Jikken Kenkyu (dt. 1001. Experimental-Einheit) getauft und bestand aus 26 Männern unter dem Befehl von Leutnant Yamabe Masao. Zu Beginn ihrer Fallschirmausbildung benutzten sie lebensgroße Puppen und der erste Fallschirmsprung der Männer fand am 15. Januar 1941 statt. Wie ihre Kameraden der Heeres-Fallschirmjäger verwendeten sie anfangs unhandliche Flieger-Notfallschirme.
Im Juni 1941 wurde die Einheit in die Tateyama-Marine-Kampf-Schule verlegt, wo sie begann, unter den Verteidigungs-Einheiten (jap. 防備隊, Bōbi-tai) der Marinebasen nach Freiwilligen zu suchen. Diese mussten unter 30 Jahre alt sein und mindestens bereits zwei Jahren gedient haben. Im September 1941 orderte das Marine-Ministerium die Aufstellung von zwei Fallschirm-Bataillonen zu jeweils 750 Mann an. Die Aufstellung der Verbände erfolgte im November. Es stellte sich heraus, dass die Ausbildung von 1500 Fallschirmjäger sich als schwierig erwies und so dauerte die Fallschirmausbildung der ersten und zweiten Klasse gerade einmal eine Woche bzw. zehn Tage. Anschließend erhielten die folgenden Klassen eine zweiwöchige Ausbildung. Die ersten Trainingstage bestanden aus jeweils zwei Stunden Gymnastik, eine Stunde Sprungausbildung, drei Stunden Fallschirmpflege- und packen und eine Stunde Theorie über das Fallschirmspringen. Nach einigen Tagen erfolgte das richtige Sprungtraining: für das Selbstbewusstsein warf der Soldat zuerst eine lebensgroße Puppe mit einem von ihm gepackten Fallschirm ab. Danach erfolgten sechs richtige Sprünge. Da sich Tateyama in Küstennähe befand wehten oft und unberechenbare Winde, das zu einigen Verletzten und sogar Toten führte, da letztgenannte auf die See abgetrieben wurden und ertranken. Nachdem das schwere und gefährliche Training abgeschlossen war, wurde aus den Absolventen am 15. November in der Yokosuka-Marine-Basis zwei Fallschirm-Bataillone aufgestellt: Die 1. Yokosuka Spezial-Landungseinheit unter Stabskapitänleutnant Horiuchi Toyoaki und die 3. Yokosuka Spezial-Landungseinheit unter Kapitänleutnant Fukumi Koichi. Die Marine-Fallschirmjäger waren, wie andere Spezial-Landungskräfte auch, nach ihrem Marine-Basis-Standort benamt. Beide Verbände erhielten, wie bei Kaiserlich Japanischen Einheiten üblich, nach dem Nachnamen ihres Kommandeurs manchmal die Bezeichnung Horiuchi- bzw. Fukumi-Einheit.

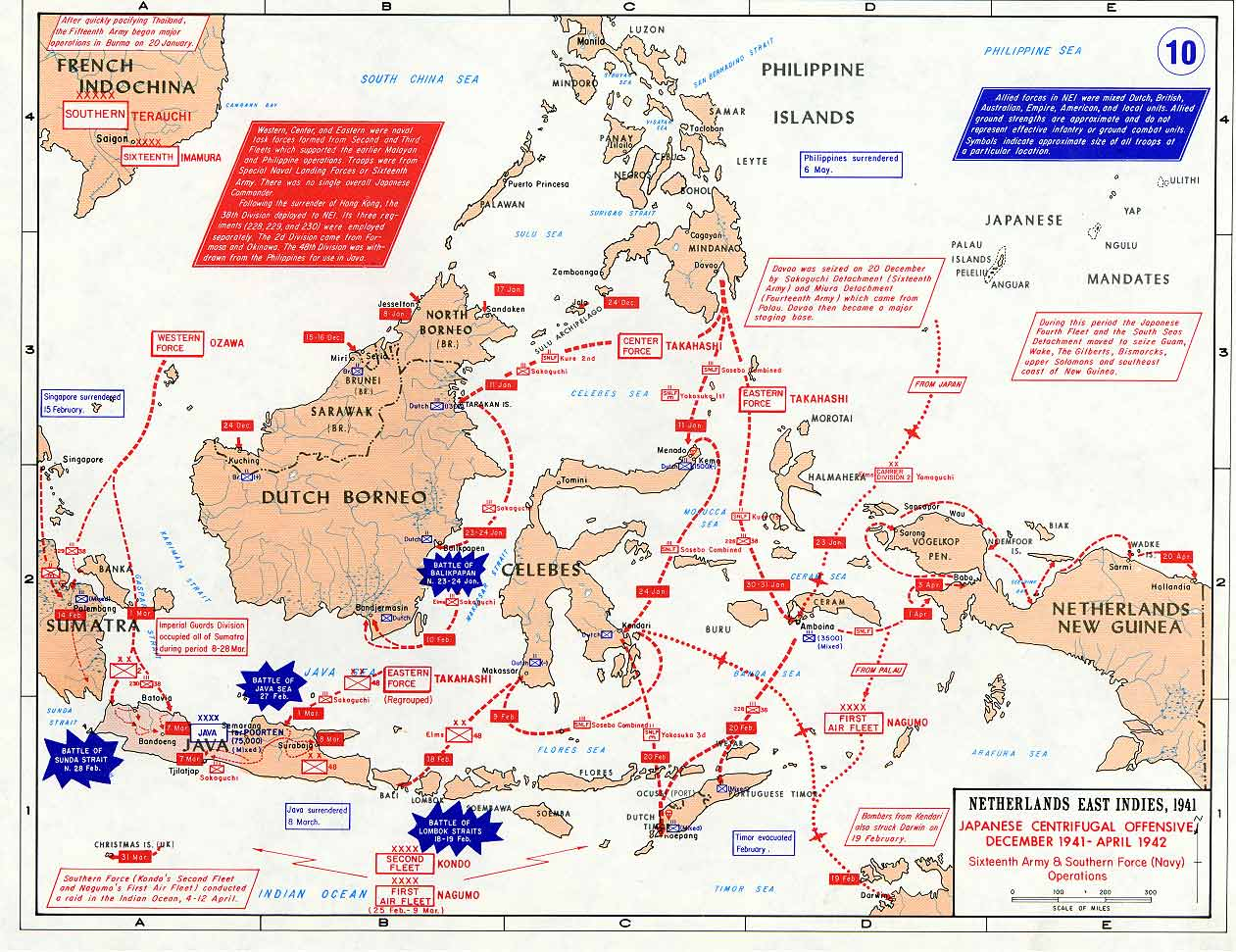
Die Karte zeigt die Angriffsziele der japanischen Marine und des Heers Ende 1941, Anfang 1942

Nachdem die 1. und 3. Yokosuka SLKM ihr Sprungtraining abgeschlossen hatten, wurden sie zum Abschluss ihrer Ausbildung nach Formosa verlegt. Ende Dezember 1941 wurde die 1. Yokosuka SLKM in das kurz vorher eroberte Davao City auf Mindanao auf den Philippinen verlegt. Eine geplante Luftlande-Operation zur Eroberung der Ölfelder auf den Tarakan Inseln wurde abgeblasen, da der zum Start erforderliche Flugplatz auf Jolo Island nicht rechtzeitig bereitgestellt werden konnte. Als nächstes Angriffsziel wurde Manado auserkoren.
Der Angriff auf Manado erfolgte am 11. Januar 1942 und wurde erfolgreich abgeschlossen. Am 19. Februar erfolgte eine weitere Luftlandung bei Kupang auf Westtimor, bei der die Fallschirmjäger fast 90 % Verluste erlitten. Im Dezember 1942 wurden beide SLKMs nach Japan verlegt und zur 1. Yokosuka SLKM zusammengelegt. Die Fallschirmausrüstung wurde ausgemustert und die Einheit war von da an eine reguläre SLKM, ausgerüstet für amphibische Operationen.
Im Juni 1943 wurde die 1. Yokosuka SLKM, jetzt 900 Mann stark und unter anderem mit Typ 2 Ka-Mi Amphibienpanzern ausgerüstet, nach Saipan verlegt. 200 Mann davon sollte weiter nach Rabaul verlegt werden, wurden jedoch nach Truk umgeleitet.

### Einsätze

#### Manado

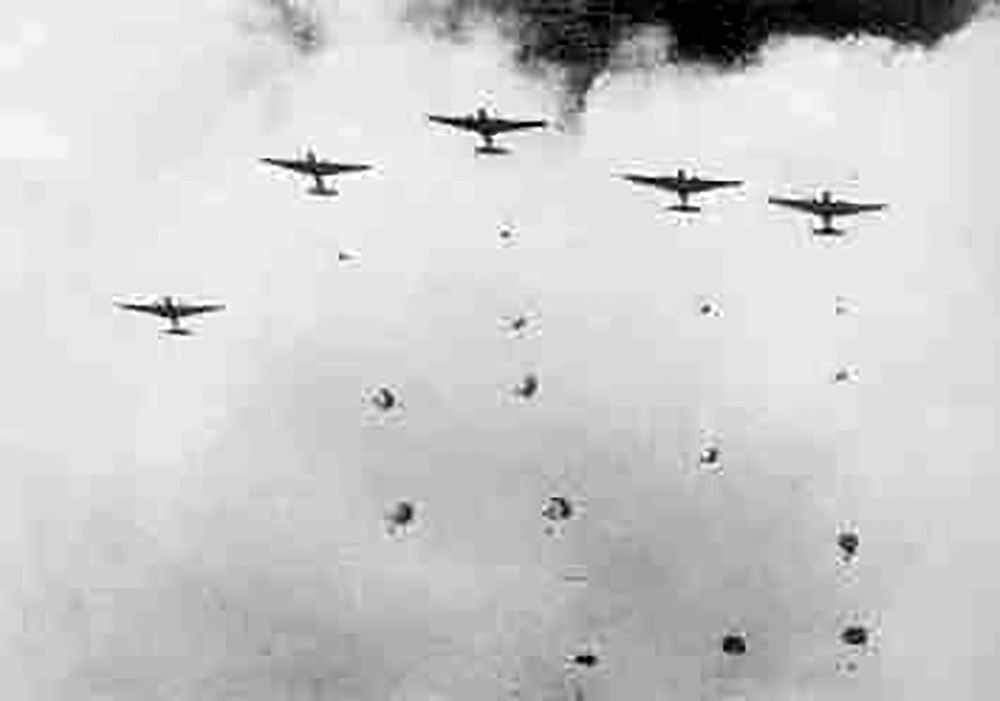
Erste Luftlande-Operation des Kaiserreich Japans: V-Formation von Typ 96 “Tina” Transport-Flugzeugen, die während der Schlacht um Manado Fallschirmjäger der 1. Yokosuka SLKM über dem Langoan Flugfeld, Manado, Celebes, absetzen. January 1942.

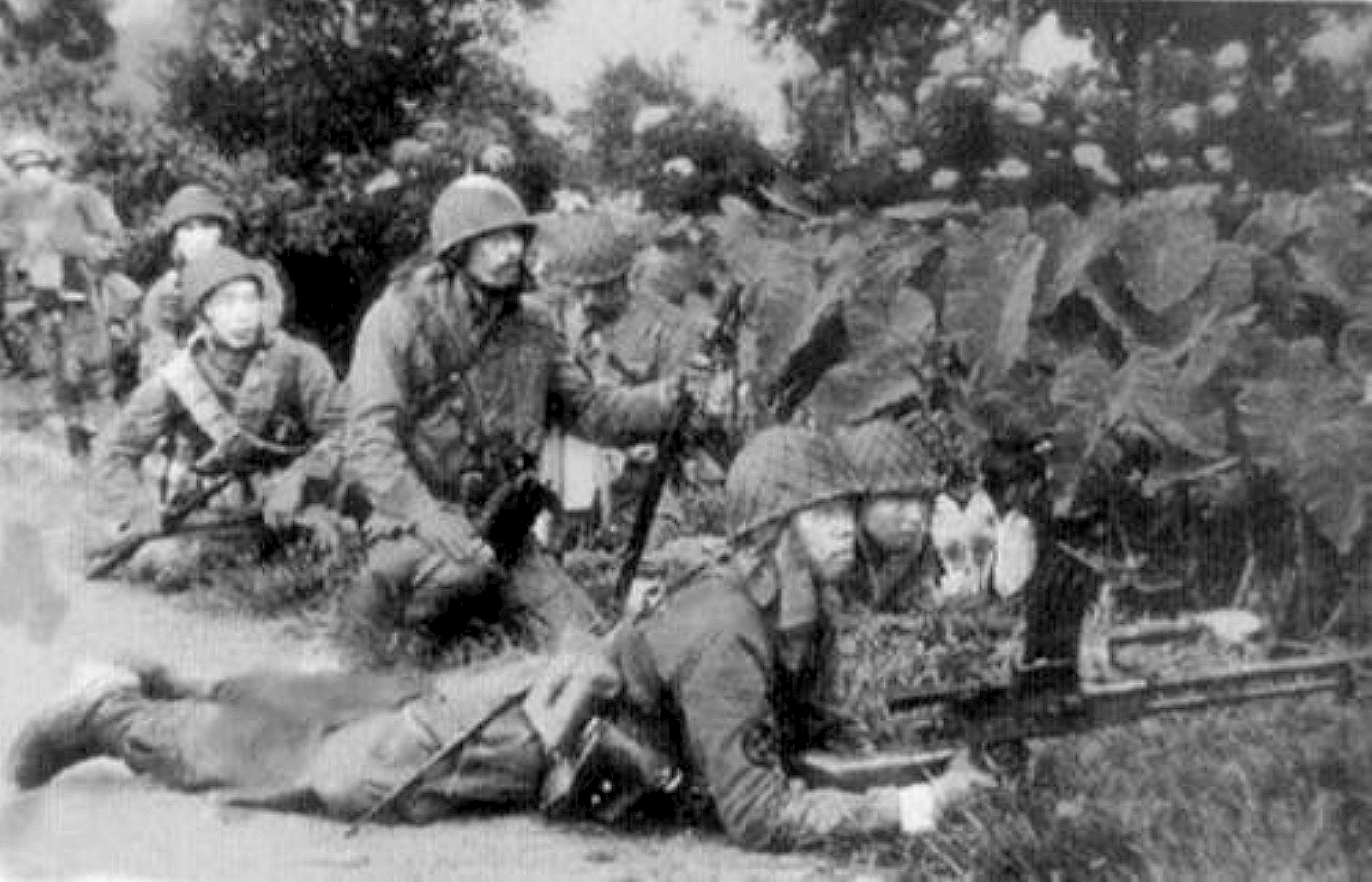
Marine-Fallschirmjäger bereiten sich auf einen Angriff auf den Longoan-Flugplatz vor.

Am 11. Januar 1942 fand die erste Luftlande-Operation des Kaiserreich Japans statt. 500 Fallschirmjäger der 1. Yokosuka SLKM landeten in der Nähe Manados auf den Celebes. Ihre Aufgabe war, nahe Manado City zu landen, unter den niederländischen Verteidigern Verwirrung zu stiften und von der eigentlichen amphibischen Landung der 1. und 2. Sasebo SLKM (2500 Mann mit einer Kompanie Typ 95 Ha-Gō-Panzer) abzulenken. 1500 niederländische Soldaten unter Major B.F.A. Schilmöller verteidigten Manado und den nahe gelegenen Flugplatz bei Langoan zwei Tage lang, ehe sie kapitulierten. Die Fallschirmjäger hatten 20 Tote zu beklagen, während die Niederländer 140 Mann verloren.

#### Borneo

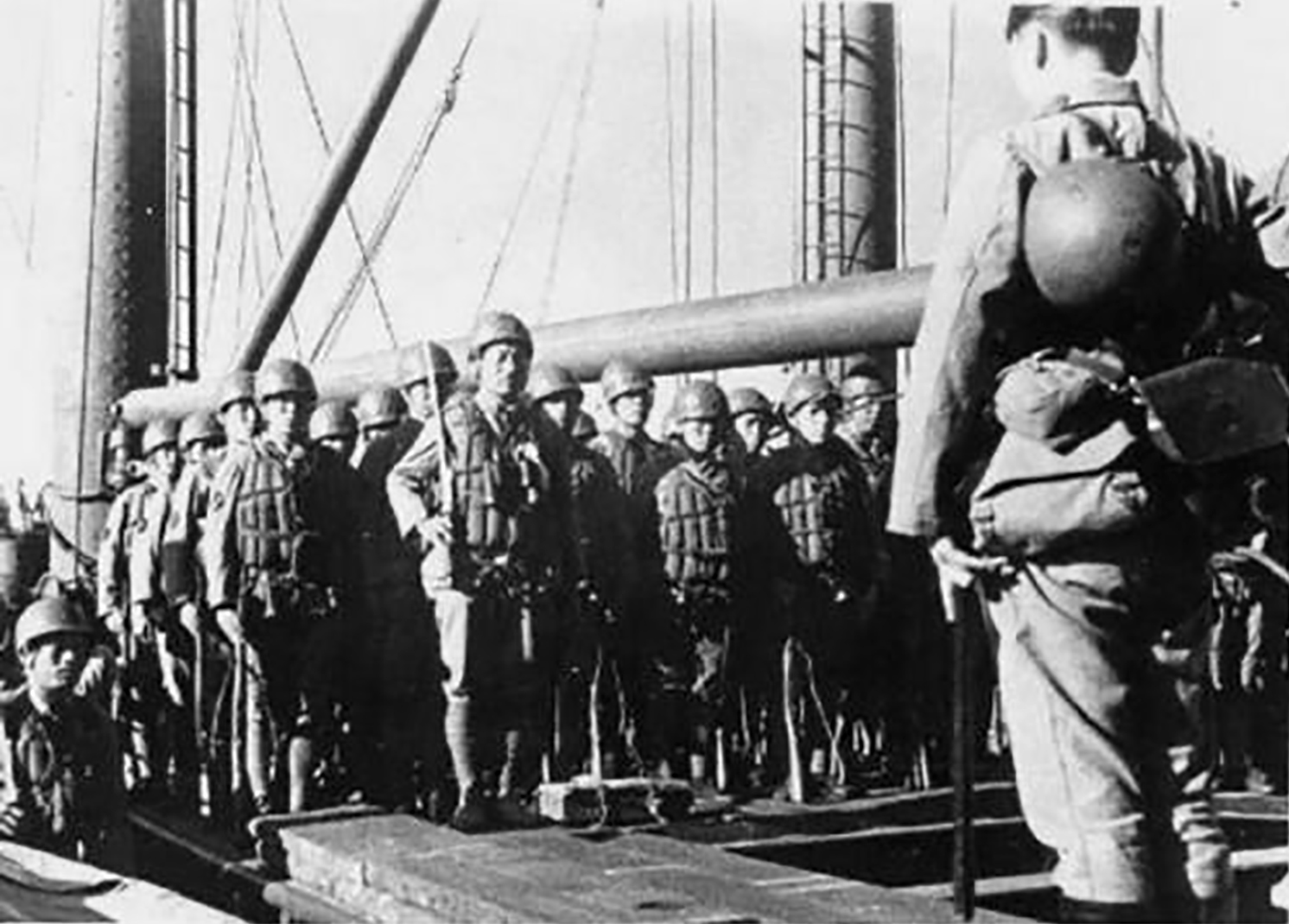
Marine-Fallschirmjäger der 1. Yokosuka SLKM mit angelegten Schwimmwesten auf ihrem Seetransport Richtung Borneo.

Nach der erfolgreichen Luftlandung bei Manado stellte sich die 1. Yokosuka SLKM bereit, um an der japanischen Invasion Borneos teilzunehmen. Für die Operation wurde die SLKM per Seeweg an ihr Ziel in Borneo gebracht.

#### Kupang
Am 19. Februar 1942 landeten in einer ersten Angriffswelle 300 Fallschirmjäger der 3. Yokosuka SLKM bei Kupang auf Niederländisch-Indien Westtimor. Wie üblich sollten sie von der eigentlichen amphibischen Landung einer kombinierten Heeres-Marine-Streitmacht von 4600 Mann ablenken. In einer zweiten Absetzwelle wurden weitere 500 Fallschirmjäger abgesetzt. In erbitterten Kämpfen wurden über 700 Fallschirmjäger getötet und lediglich 78 Mann überlebten.
Nach der Zerschlagung der 3. Yokosuka SLKM wurden die Überlebenden der 1. Yokosuka SLKM zugeteilt.

#### Saipan

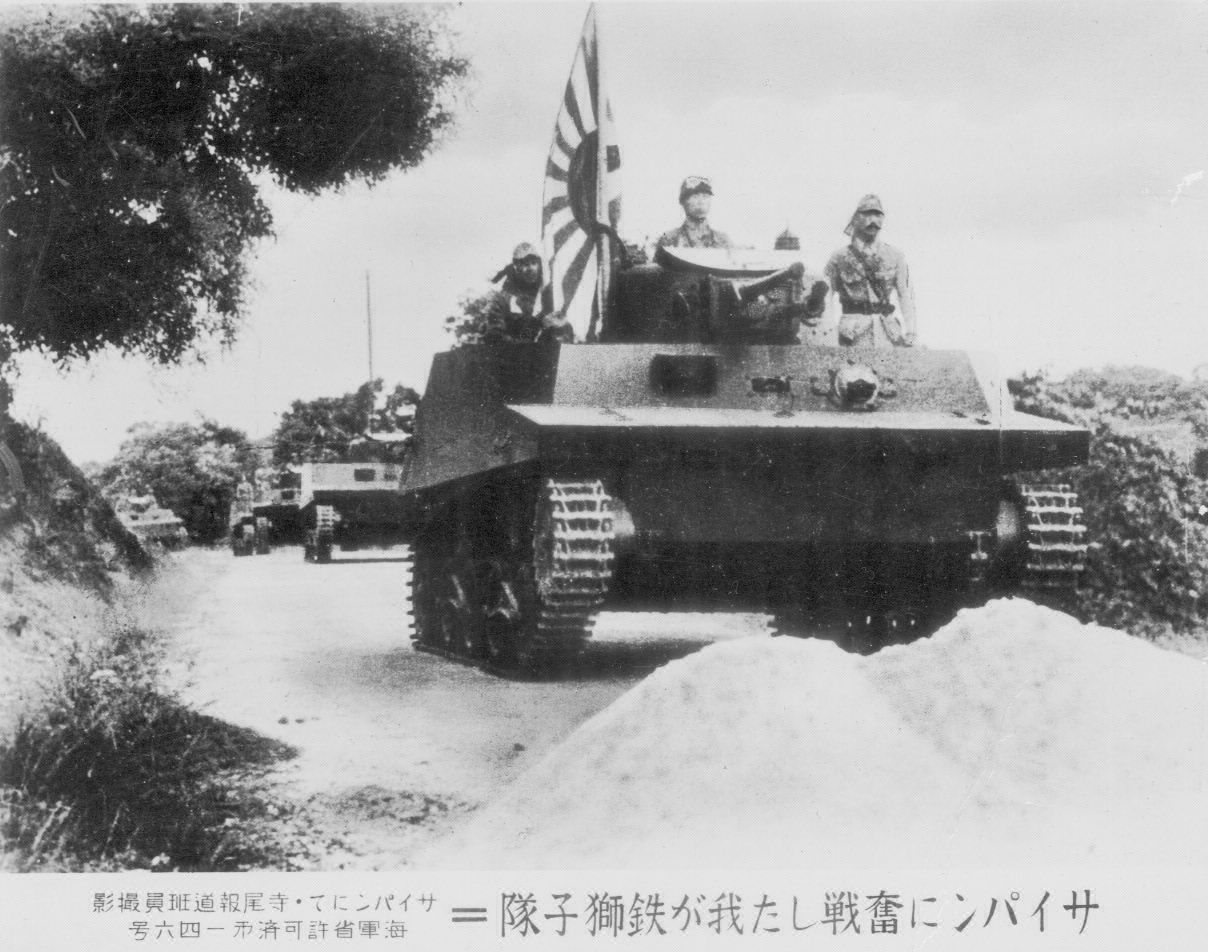
Typ 2 Ka-Mi-Amphibienpanzer der 1. Yokosuka SLKM auf Saipan

Im Juni 1943 wurde die 1. Yokosuka SLKM, jetzt 900 Mann stark und unter anderem mit Typ 2 Ka-Mi Amphibienpanzern ausgerüstet, nach Saipan verlegt. Dort wurde die Einheit im Laufe der Schlacht um Saipan im Juni 1944 zerschlagen.

#### Marianen
Mitte 1945 plante das Oberkommando der Marine eine Luftlandung ähnlich der von den Giretsu Kūteitai im Mai 1945 auf Okinawa ausgeführten Operation ausführen zu lassen. Im Juni 1944 hatten die Alliierten in der Schlacht um die Marianen-Inseln mehrere Flugplätze eingenommen, die für Langstreckenbomber vom Typ Boeing B-29 Superfortress für Luftangriffe auf Japan genutzt wurden. Das Unternehmen wurde Operation Ken genannt und sollte 300 Soldaten über einen Strecke von 3750 Meilen nach den Marianen bringen. Der Angriff war für den 24. Juli 1945 geplant, doch wurde der Operationsflugplatz der Misawa Marinebasis auf Honschu am 14. Juli von der amerikanischen Luftwaffe bombardiert. Dabei wurden die für die Operation Ken vorgesehenen Transportflugzeuge zerstört. Als neuer Einsatztermin war der 19. August 1945 vorgesehen, der jedoch verschoben wurde und wegen der Kapitulation Japans nicht mehr erneuert wurde.

## Organisation
Die Verbände hatten mit 500–900 Mann Bataillonsstärke, mit folgender Gliederung:
- Stabskompanie (150 Mann)
  - Stabszug
  - Fernmeldezug
  - Transportzug
  - Pionierzug
  - Sanitätszug
  - Instandsetzungszug
- 1., 2. und 3. Schützenkompanie à 150–200 Mann, jeweils:
  - Kompanieführungsgruppe
  - 1., 2. und 3. Schützenzug (jeweils mit 3× Typ 99 Leichtes Maschinengewehr, 4× Typ 89 Granatwerfer)
  - Feuerunterstützungszug (2× Typ 92 Schweres Maschinengewehr)
  - Panzerabwehrzug (2× Typ 1 37-mm-Pak)

Gesamtstärke: ca. 600–850 Mann
Folgende Marine-Fallschirmeinheiten wurden aufgestellt:

### 1. Yokosuka SLKM
850 Mann; Luftlandeeinsatz bei der Schlacht von Manado (Januar 1942); im September 1943 Teile nach Truk gesendet; Hauptteil nach Saipan verschifft, wo sie in der Schlacht um Saipan 1944 vernichtet wurde.

### 3. Yokosuka SLKM
850 Mann; Luftlandeeinsatz bei der Schlacht um Koepang (1942); danach Auflösung; Reste der Einheit in 1. Yokosuka SLKM aufgegangen; Versetzung nach Saipan, wo sie in der Schlacht um Saipan 1944 vernichtet wurde.

## Ausrüstung

### Waffen

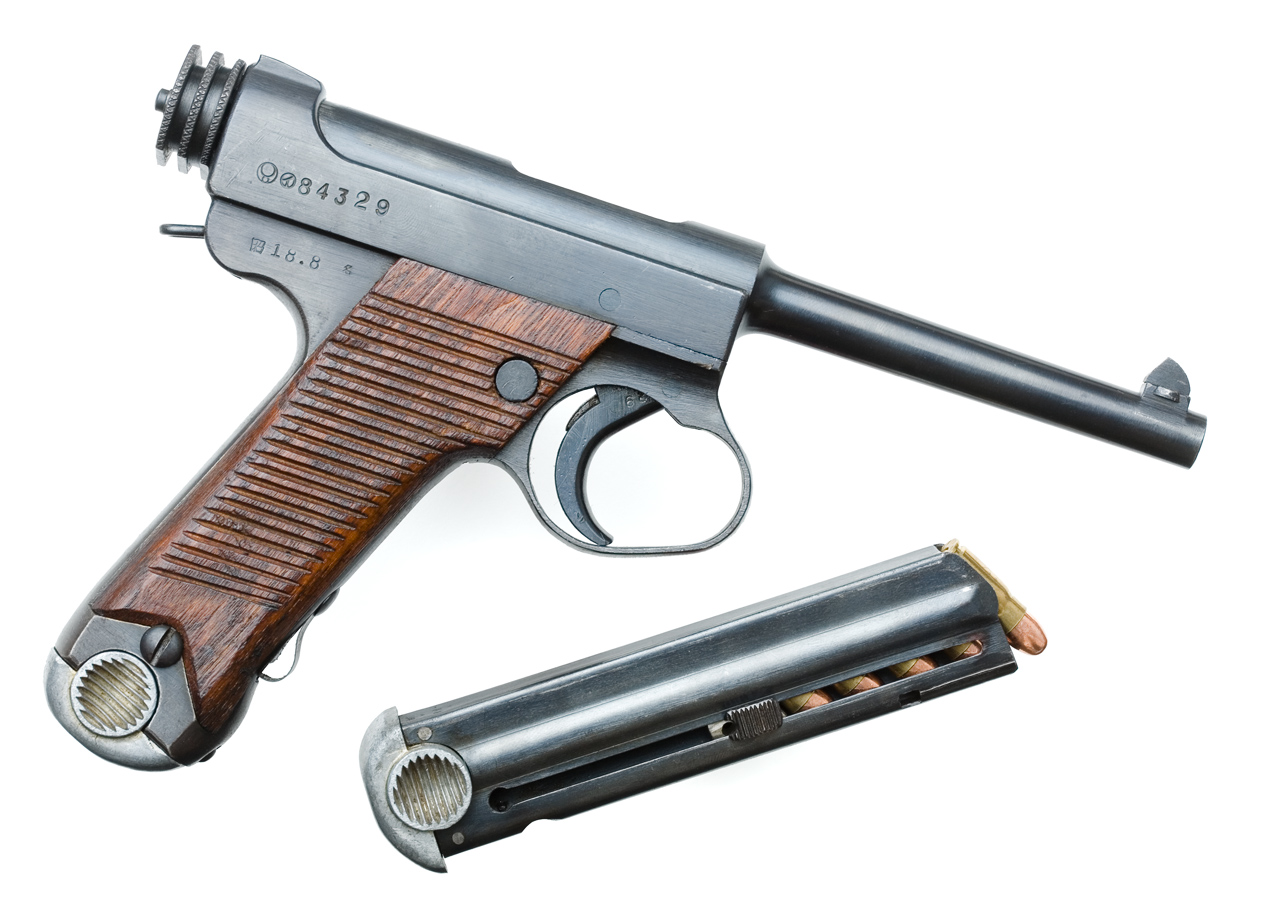
Pistole Typ 14

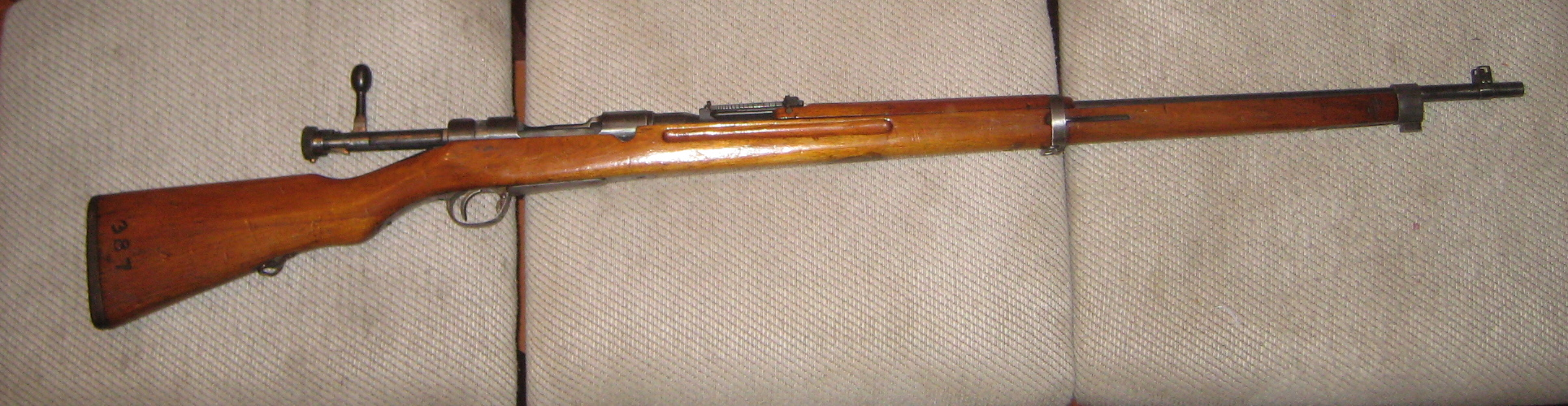
Arisaka Typ 38

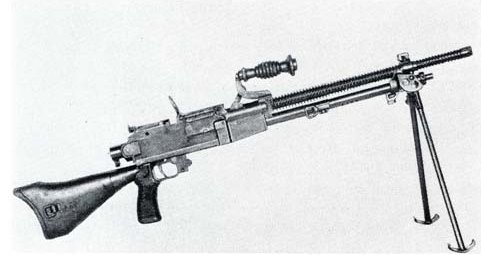
Leichtes Maschinengewehr Typ 96

Grundsätzlich verwendeten Marine-Fallschirmjäger Standard-Infanteriewaffen der Kaiserlich Japanischen Streitkräfte. Eine geringe Zahl von Waffen wurde jedoch für den Luftlandeeinsatz modifiziert, um z. B. einklappbare Schulterstützen anzubringen oder Waffen in handlichere Stücke zerlegen zu können. Modifizierte Waffen wurden jedoch erst ab 1943 an die Truppe ausgeliefert. Nach dem Vorbild der Wehrmachts-Fallschirmjäger waren Marine-Fallschirmjäger grundsätzlich mit Typ-14- oder Typ-4-Pistole, Typ-91-Handgranaten und Typ-30-Bajonett bewaffnet.

#### Pistolen und Maschinenpistolen
- Typ 14 Pistole
- Typ 94 Pistole
- Typ 100 Maschinenpistole

#### Gewehre und Maschinengewehre
- TERA-Gewehr (zerlegbares Fallschirmjäger-Gewehr)
- Arisaka Typ 38
- Arisaka Typ 99, Gewehr, kurze Version
- Typ 96 Leichtes Maschinengewehr
- Typ 99 Leichtes Maschinengewehr (zerlegbare Fallschirmjäger-Ausführung)
- Typ 92 Schweres Maschinengewehr

#### Geschütze
- Typ 98 20-mm-Maschinenkanone
- Typ 11 37-mm-Infanteriegeschütz
- Typ 92 70-mm-Infanteriegeschütz
- Typ 94 37-mm-Panzerabwehrkanone
- Typ 1 47-mm-Panzerabwehrkanone

#### Sonstiges
- Typ 30 Bajonett
- Typ 93/100 Flammenwerfer
- Typ 91 Handgranate
- Typ 89 50-mm-Granatwerfer
- Typ 92 Granatwerfer (zerlegbare Fallschirmjäger-Ausführung)
- Typ 97 81-mm-Mörser
- Typ 97 Automatische Kanone (Panzerbüchse)

### Transportflugzeuge und Gleiter
(Alliierter Codename dahinter)
- Nakajima L2D2 Rei Yosoh Type 00 „Tabby“
- Mitsubishi L4M1 (Marine-Version der Mitsubishi Ki-57 „Topsy“)
- Mitsubishi G3M2/3 „Nell“ Land-based bomber
- Mitsubishi L3Y1/2-L (Transport-Version der Mitsubishi G3M)
- Mitsubishi G4M2 „Betty“ Land-based bomber
- Mitsubishi G6M1/2-L (Transport-Version des G4M1/2 Bombers)
- Mitsubishi K3M3-L „Pine“
- Nakajima G5N2-L Shinzan „Liz“
- Nakajima L1N1 (Marine-Version der Nakajima Ki-34 „Thora“)
- Nakajima C2N1 (Marine-Version der Nakajima Ki-6)
- Kawanishi H6K2-L Flugboot
- Kawanishi H8K2-L „Emily“ Flugboot
- Yokosuka H5Y1 „Cherry“
- Aichi H9A1

Die Marine ließ ab 1942 an einem experimentellen Gleiter arbeiten, den Yokosuka MXY5, der jedoch nie in Serienproduktion ging.

### Fahrzeuge
- Typ 2 Ka-Mi, leichter Amphibienpanzer

### Uniform

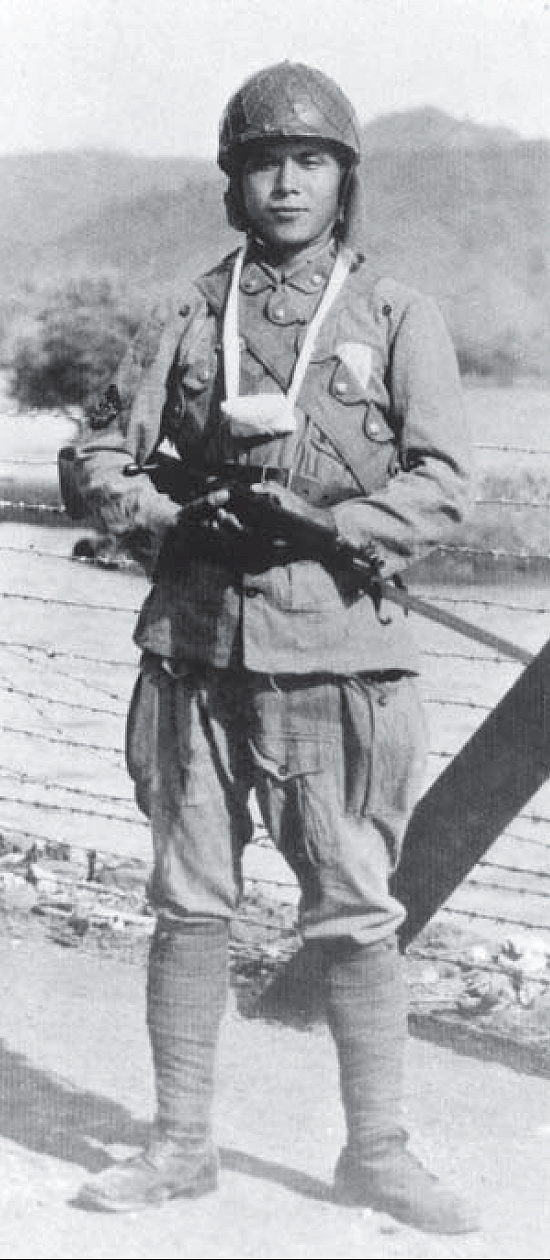
Ein Marine-Fallschirmjäger in seiner zweiteiligen, olivgrünen Uniform. Er hält einen Typ 38 Karabiner mit aufgepflanztem Typ-30-Bajonett. Vor seiner Brust hängen überkreuzt zwei Munitionsgurte, die in ihren jeweils 17 Taschen Ladeclips für den Karabiner enthalten. Der weiße Beutel enthält, wie bei japanischen Soldaten üblich, die Asche eines gefallenen Kameraden.

Marine-Fallschirmjäger trugen eine spezielle zweiteilige olivgrüne Fallschirmschützen-Bluse , die aus 50 % Baumwollen und 50 % Seide bestand. Die hüftlänge Jacke wurde in zwei verschiedenen Versionen geliefert, die unterschiedlich angebrachte Taschen hatten. Voluminöse Taschen waren an der Hose vorne und seitlich angebracht, einige davon mit unterteilten Fächern. Als Kopfbedeckung wurde eine leichte Feldmütze mit Kinnriemen gestellt, die über einen Nacken-Sonnenschutz verfügte. Über der Feldmütze wurde der Stahlhelm aufgesetzt, der eine dunkle, olivegrüne Farbe hatte. Der Helm verfügte über eigene Kinnriemen, die über die Kinnriemen der Feldmütze getragen wurden. Als Fußbekleidung wurden braune knöchelhohe Lederstiefel sowie braune Lederhandschuhe getragen.
Für den Kampfeinsatz trug der Marine-Fallschirmjäger zusätzlich Wasserflasche und einen Brotbeutel mit mehreren Essrationen. Schützen trugen zwei überkreuzt hängende Baumwollträger, die über jeweils 17 Taschen verfügten und mit Munition versehen waren. Des Weiteren bestand die Ausrüstung aus Signalflaggen, kleiner Schaufel, Nationalflagge (Positionsangabe für eigene Luftwaffe), Moskitonetz und ein Typ 2 Erste-Hilfe-Kit. Offiziere trugen die gleiche Ausrüstung und zusätzlich ein kurzes Schwert, Fernglas, Taschenlampe und Kartenmappe.

### Fallschirme
Für den Aufbau der eigenen Fallschirmjägertruppe wurden im Kaiserreich Japan die Sprungfallschirme Typ 1, Typ 1 Spezial und Typ 4 entwickelt, die von Einheiten der japanischen Marine und des Heeres während des Zweiten Weltkrieges verwendet wurden.